# Эммануил (Сигалас)
Митрополи́т Эмману́ил (греч. Μητροπολίτης Εμμανουήλ, в миру Эммануи́л Сига́лас греч. Εμμανουήλ Σιγάλας; 8 августа 1953, Эрмуполис — 1 марта 2021, Салоники) — епископ Элладской православной церкви, митрополит Полианийский и Килкисийский (2009—2021).

## Биография
Родился в 1953 году в Эрмуполисе на острове Сирос, в Греции.
В 1976 году окончил богословский факультет Аристотелевского университета в Салониках, после чего обучался в аспирантуре того же университета. С 1976 года преподавал в средних учебных заведениях.
В 1980 году в городе Тире был последовательно хиротонисан во диакона и пресвитера митрополитом Фирским Гавриилом (Калокериносом). В марте 1980 года возведён в достоинство архимандрита и назначен проповедником Фирской, Аморгоской и островов митрополии, а также преподавал в гимназии Аморгоса, оставаясь в этой должности до августа 1983 года.
С 1 сентября 1983 года был назначен проповедником Фиванской и Левадийской митрополии, а также преподавателем гимназии (в 1986 году — директор гимназии, а в 1992 году — директор женского лицея).
12 октября 2009 года решением Священного синода иерархии Элладской православной церкви был избран (47 голосами из 77 избирателей) для рукоположения в сан митрополита Полианийского и Килкисийского (архимандрит Иоанн (Тассьяс) — 19 голосов, архимандрит Дорофей (Павлопулос) — 0 голос; 6 бюллетеней было пустыми и 5 недействительными).
17 октября 2009 года в храме святого Дионисия Ареопагита в Афинах состоялась его архиерейская хиротония. В хиротонии приняли участие: архиепископ Афинский Иероним (Лиапис), митрополит Ксантийский Пантелеимон (Калафатис), митрополит Верийский Пантелеимон (Калпакидис), митрополит Касторийский Серафим (Папакостас), митрополит Сервийский Павел (Папалексиу), митрополит Дидимотихский Дамаскин (Карпафакис), митрополит Элассонский Василий (Колокас), митрополит Сидирокастрский Макарий (Филофеу), митрополит Фирский Епифаний (Артемис), митрополит Драмский Павел (Апостолидис), митрополит Трифилийский Хризостом (Ставропулос), митрополит Лефкасский Феофил (Манолатос) и митрополит Паронаксийский Каллиник (Деменопулос).
28 января 2021 года был госпитализирован в больницу Папагеоргиу (Νοσοκομείο Παπαγεωργίου) в Салониках и выписан 24 февраля с хроническими проблемами со здоровьем. Скончался от сердечного приступа в реабилитационном центре.